# 상봉동 (진주시)
상봉동(上鳳洞)은 대한민국 경상남도 진주시의 동이다.

## 개요
원래 상봉동은 진주군 봉곡면 상동, 하동 지역이다. 1914년 3월 1일에는 이들 지역 각 일부를 통합하여 평거면 상봉리로 개편되었다. 1918년 5월 1일에는 진주면에 편입되고, 1932년에는 일본 제국주의에 의해 일본식 지명으로 개칭되어 봉산초라고 개명되었다.
1949년 8월 15일에는 상봉동동, 상봉서동이 되었고, 1990년 4월 1일에는 이를 통합한 상봉동으로 개칭되어 오늘에 이르고 있다. 2013년 5월 1일에는 행정동 상봉동동, 상봉서동을 상봉동으로 통합하였다.

## 행정 구역
- 상봉동

## 교육
- 진주고등학교
- 진주중학교
- 진주여자고등학교
- 봉원중학교
- 경진고등학교
- 봉원초등학교
- 진주보건대학교

## 관광
- 비봉루
- 봉알자리
- 봉산사